# The Thirty Nine Steps (1978)
The Thirty Nine Steps is een Britse thriller uit 1978 onder regie van Don Sharp, met in de hoofdrollen Robert Powell, David Warner, Karen Dotrice en John Mills. Het scenario is gebaseerd op de gelijknamige roman uit 1915 van John Buchan.

## Verhaal
Het verhaal speelt zich af in 1914. Richard Hannay, een mijningenieur die voor even in Groot-Brittannië is alvorens terug te keren naar Zuid-Afrika, is geschokt wanneer een van zijn buren, kolonel Scudder (John Mills), op een nacht binnenstormt en hem het verhaal vertelt dat Pruisische spionnen van plan zijn de Eerste Wereldoorlog te ontketenen door de bezoekende premier van het Koninkrijk Griekenland te vermoorden. Wanneer Scudder vervolgens vermoord wordt, schuiven de spionnen de moord in de schoenen van Hannay.
Hannay slaat op de vlucht en probeert, met de hulp van Alex Mackenzie (Karen Dotrice), zijn naam te zuiveren en de spionnen te stoppen. Hij wordt echter niet alleen achtervolgd door hoofdinspecteur Lomas (Eric Porter) voor de moord op Scudder, maar ook door de spionnen onder leiding van Edmund Appleton (David Warner), die erin geslaagd is om een hoge positie binnen de Britse regering te bemachtigen.

## Rolverdeling
| Acteur           | Personage                  |
| ---------------- | -------------------------- |
| Robert Powell    | Richard Hannay             |
| David Warner     | Sir Edmund Appleton        |
| Eric Porter      | Chief Superintendent Lomas |
| Karen Dotrice    | Alex Mackenzie             |
| John Mills       | Scudder                    |
| George Baker     | Sir Walter Bullivant       |
| Ronald Pickup    | Bayliss                    |
| Donald Pickering | Marshall                   |
| Timothy West     | Porton                     |
| Miles Anderson   | David Hamilton             |
| Andrew Keir      | Lord Rohan                 |
| Robert Flemyng   | Magistrate                 |
| William Squire   | Harkness                   |
| Paul McDowell    | McLean                     |
| David Collings   | Tillotson                  |
| John Normington  | Fletcher                   |
| John Welsh       | Lord Bellhane              |
| Edward de Souza  | Woodville                  |
| Tony Steedman    | Admiral                    |
| John Grieve      | P.C. Forbes                |
| Donald Bisset    | Renfrew                    |
| Derek Anders     | Donald                     |
| Oliver Maguire   | Marlins                    |
| Joan Henley      | Lady Nettleship            |
| Prentis Hancock  | Perryman                   |
| Leo Dolan        | Milkman                    |
| James Garbutt    | Miller                     |
| Artro Morris     | The Scot                   |
| Robert Gillespie | Crombie                    |
| Raymond Young    | Guide                      |
| Paul Jerricho    | P.C. Scott                 |
| Michael Bilton   | Vicar                      |

## Achtergrond
De film wordt over het algemeen beschouwd als degene die het dichtst de roman volgt, omdat het verhaal zich afspeelt vóór de Eerste Wereldoorlog. Er zijn wel enkele belangrijke verschillen: het personage van Scudder is sympathieker en de film introduceert een liefdespartner voor het hoofdpersonage. Ook de betekenis van de "negenderdig treden" is anders, hoewel de film in tegenstelling tot eerdere verfilmingen terugkeert naar Buchans oorspronkelijke idee van een echte trap.
Producent Greg Smith zei daarover dat de Hitchcock-verfilming uit 1935 ongeveer 20 procent Buchan en 80 procent Hitchcock was en dat het doel van deze film was om uit 80 procent Buchan en 20 procent eigen inbreng te bestaan.